# Sakshi Malik
Sakshi Malik (3 de septiembre de 1992), es una luchadora india de lucha libre. Compitió en dos campeonatos mundiales. Se clasificó en el puesto octavo en 2014. Ganó una medalla de bronce en Campeonato Asiático de 2015. Ganadora de la medalla de plata en Juegos de la Mancomunidad de 2014. Tercera en Campeonato Mundial de Juniores del año 2010.